# Josef Gockeln

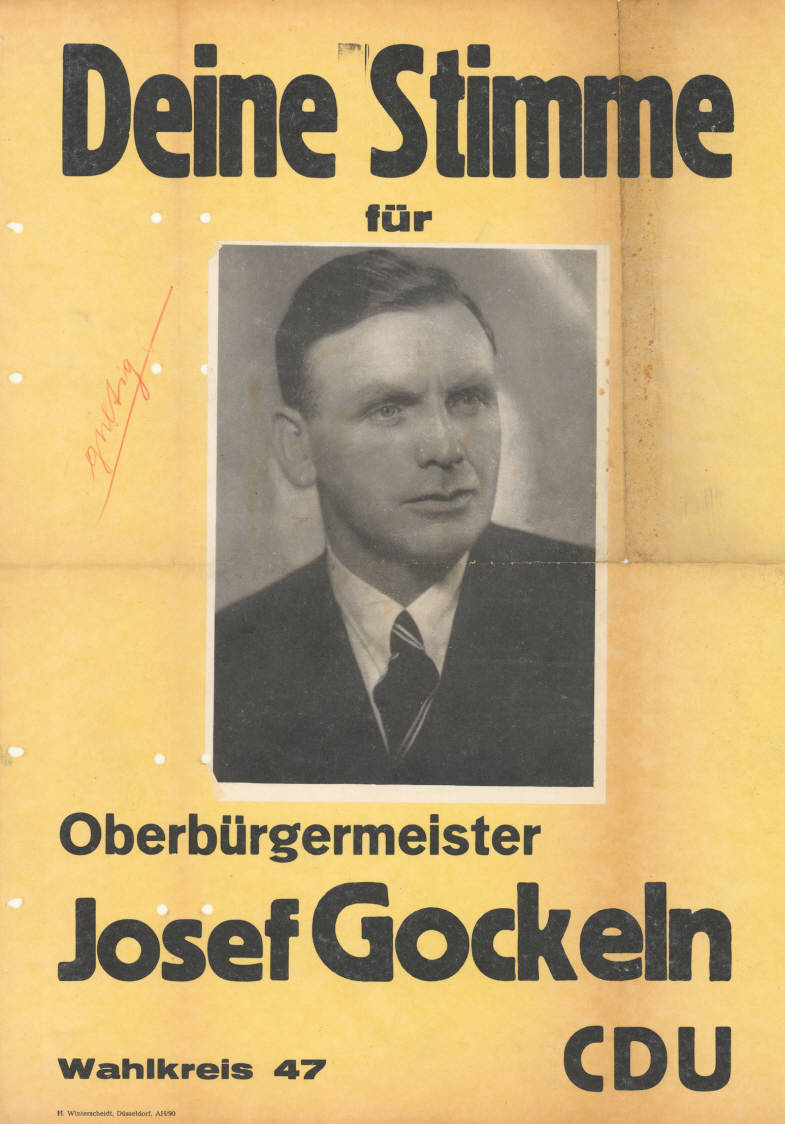
Josef Gockeln auf einem Landtagswahlplakat 1950

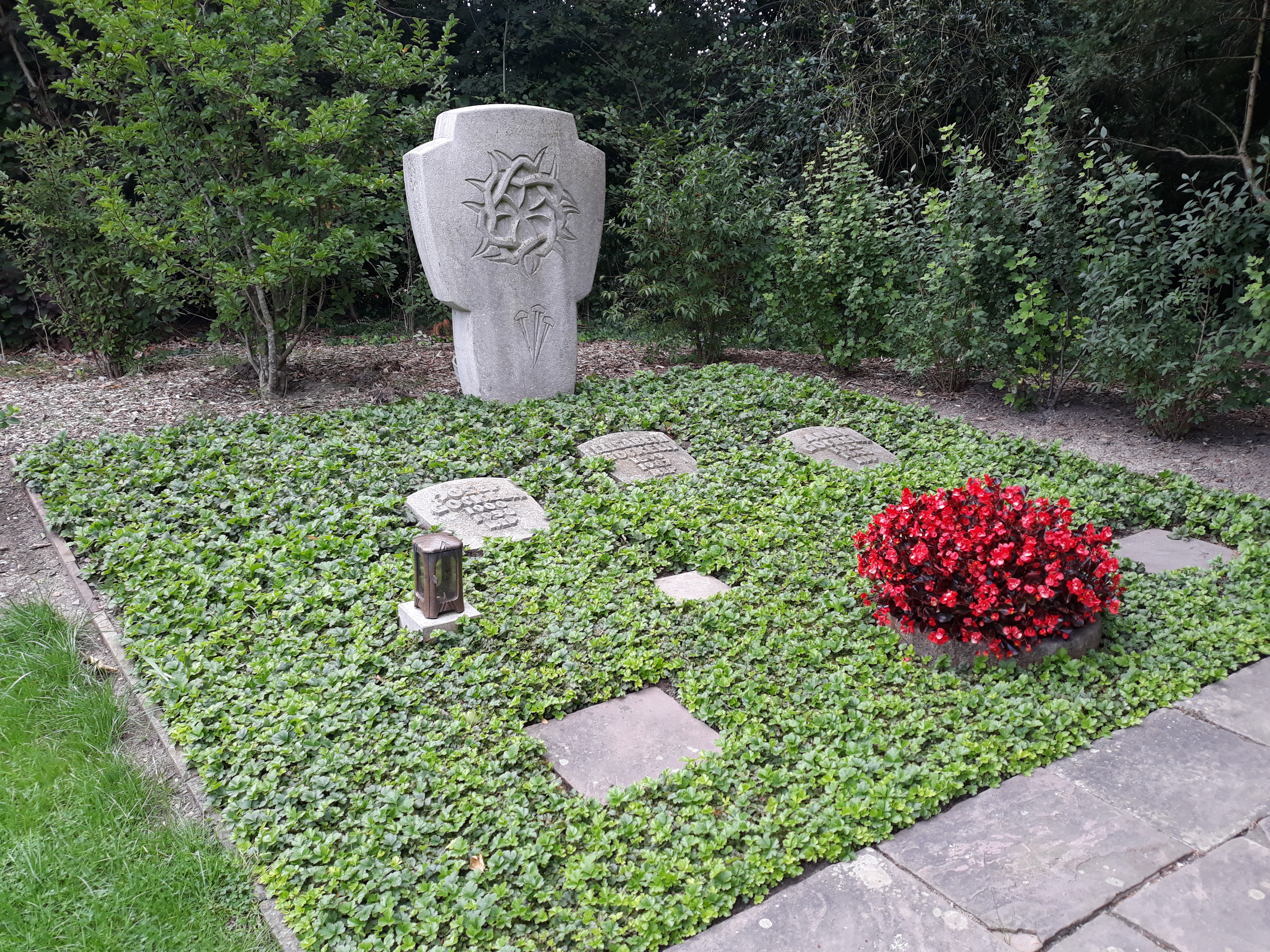
Das Grab von Josef Gockeln und seiner Ehefrau Elisabeth geborene Klink im Familiengrab auf dem Südfriedhof (Düsseldorf)

Josef Anton Gockeln (* 18. März 1900 in Großeneder (Kreis Warburg); † 6. Dezember 1958 in der Nähe von Dormagen) war ein deutscher Politiker der CDU.

## Leben und Beruf
Nach einer Müllerlehre in Großeneder besuchte Josef Gockeln 1925/1926 die Staatliche Fachschule für Wirtschaft und Verwaltung in Düsseldorf. Er wurde Mitglied der christlichen Gewerkschaft und der Katholischen Arbeiterbewegung. Ab 1928 arbeitete er hauptamtlich als Bezirkssekretär der Katholischen Arbeitervereine in Düsseldorf. Im Zweiten Weltkrieg war Gockeln durchgängig Soldat.
1946 wurde Gockeln zum Verbandsvorsitzenden der Katholischen Arbeitervereine Westdeutschlands gewählt und war 1948 Präsident des ersten Deutschen Katholikentages nach dem Zweiten Weltkrieg.
1950 wurde er von Kardinal-Großmeister Nicola Kardinal Canali zum Ritter des Ritterordens vom Heiligen Grab zu Jerusalem ernannt und am 7. Dezember 1950 im Kölner Dom durch Lorenz Jaeger, Großprior der deutschen Statthalterei, investiert; er war dessen Großoffizier. Er war wesentlich am Neuaufbau der Deutschen Statthalterei in den 1950er Jahren beteiligt.
Am 6. Dezember 1958 kam Josef Gockeln bei einem Verkehrsunfall ums Leben.

## Partei
Gockeln gehörte in der Weimarer Republik der Zentrumspartei an und war stellvertretender Vorsitzender des Kreisverbandes Düsseldorf. Er war einer der Mitbegründer der CDU in Düsseldorf. 1945/46 war er Vorsitzender der Programmkommission des Landesverbandes Rheinland.

## Abgeordneter
Gockeln war 1929 bis 1933 und erneut ab 1946 Stadtverordneter in Düsseldorf. 1946 wurde er Mitglied des Landtages von Nordrhein-Westfalen und blieb bis zu seinem Unfalltod 1958 Abgeordneter. Am 19. Mai 1947 wählte ihn der Landtag zu seinem Präsidenten. Auch dieses Amt versah er bis 1958. Dem Deutschen Bundestag gehörte Gockeln seit der ersten Bundestagswahl 1949 bis zu seinem Tode an. Er wurde 1949 im Wahlkreis Düsseldorf II sowie 1953 und 1957 im benachbarten Wahlkreis Düsseldorf I direkt gewählt.
Gockeln hatte zu Lebzeiten zu den eifrigsten Befürwortern einer Parlamentarierversorgung für das Alter und insbesondere für die Hinterbliebenen gehört, „damit auf Dauer nicht nur Vermögende, die aus privaten Mitteln vorsorgen können, in den Parlamenten sitzen“. Erst nach seinem Unfalltod brachte eine Gruppe von 34 Bundestagsabgeordneten unter der Führung von Josef Arndgen (CDU), Walther Kühn (FDP), Carlo Schmid (SPD) und Ludwig Schneider (DP) einen entsprechenden Gesetzentwurf zur Alters-, Invaliditäts- und Hinterbliebenenversorgung für Abgeordnete ein. Bis dahin waren Oberbürgermeister und Landtagspräsidenten noch ohne Pensionsansprüche. Diese Positionen waren seinerzeit nur mit einem Ehrensold versehen.

## Öffentliche Ämter
Gockeln war von 1946 bis 1947 Sozialminister in Nordrhein-Westfalen. Am 3. Juli 1947 wurde er Oberbürgermeister von Düsseldorf, was er bis zu den Kommunalwahlen 1956 blieb.

## Ehrungen
- 1950: Ritter des Ritterordens vom Heiligen Grab
- 1952: Ehrenmitglied im Verband der wissenschaftlichen katholischen Studentenvereine Unitas
- 1953: Großkreuz des Verdienstordens der Bundesrepublik Deutschland
- Nach ihm sind die Josef-Gockeln-Straßen in Düsseldorf, Hamm, Neubrück (Köln), Rahrbach und in seinem Heimatdorf Großeneder benannt.